# Джованні ді Паоло
 Джованні ді Паоло(італ. Giovanni di Paolo, також італ. Giovanni di Paolo di Grazia 1398, Сієна — 1482, Сієна) — італійський художник доби кватроченто з міста Сієна.

## Життєпис

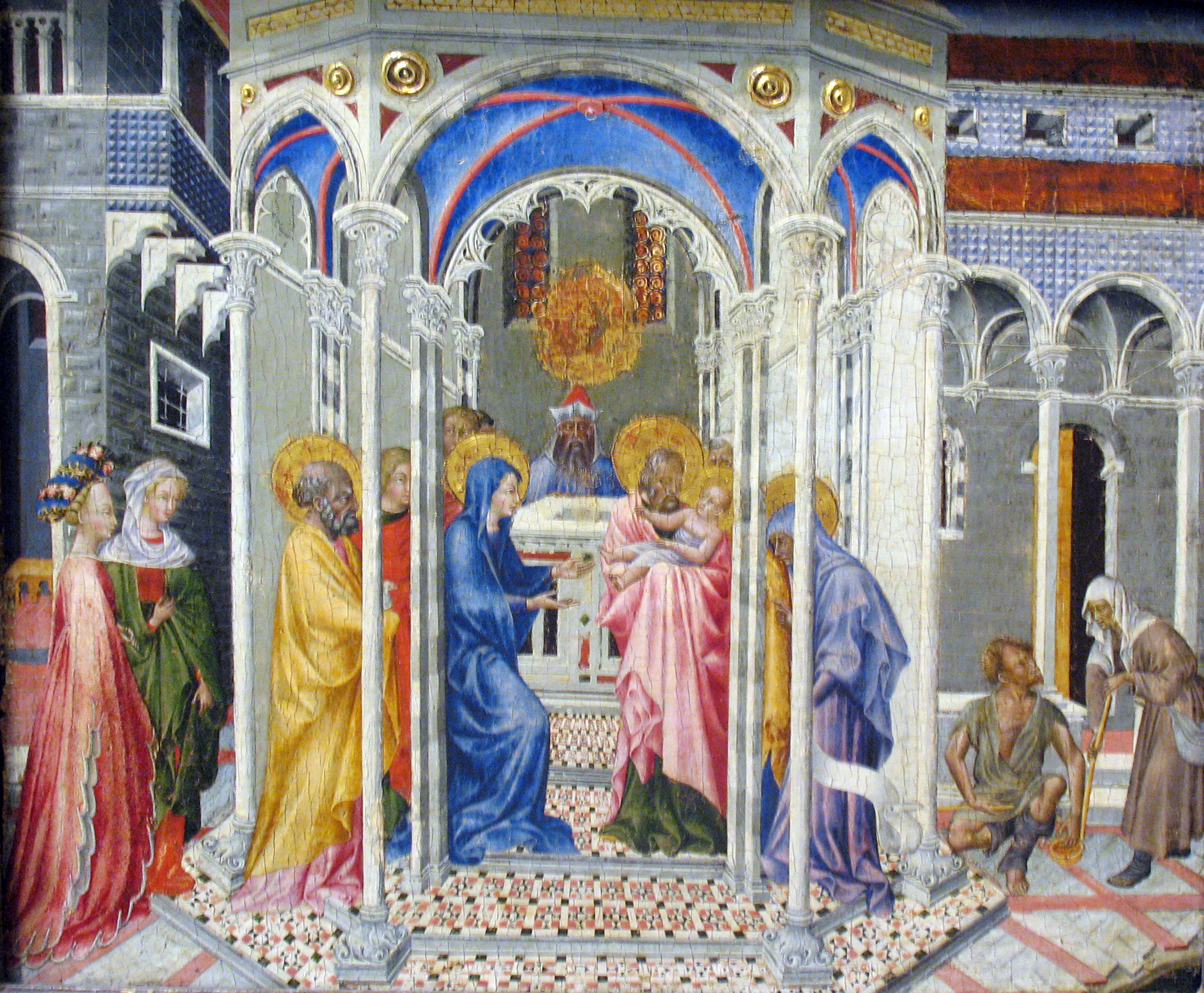
«Перше принесення Христа у храм», 1440 р., Музей мистецтва Метрополітен

Належить до призабутих художників. Його художній авторитет був відновлений лише в 20 столітті. Відбулось його повернення в історію мистецтв.
Він мешкав в містечку Поджіо, тому в літературі його також позначають як Джованні дель Поджіо. Невідомо, у кого саме він отримав первісні художні навички. Майстер Джентіле да Фабріано, що працював у місті Сієна у 1425-1426 рр., можливо, був одним із його вчителів, як і Таддео ді Бартоло. Водночас він мав впливи декількох своїх попередників, серед котрих називають Стефано ді Джованні, Мартино ді Бартоломео, Грегоріо ді Чекко та ін., що закономірно для художника-початківця. Він робив ілюстрації до рукописних книг і саме в цій якості про нього згадували в ранні роки. Серед творів в цій галузі — ілюстрації до твору-копії Данте.
Згодом від виробився у талановитого послідовника сієнських майстрів з власною, пластичною манерою і іноді сміливо дозволяв собі працювати з яскравими фарбами. 1426 року він створив поліптих для родини Бранчіні, тобто вівтарний образ для церкви Сан Доменіко в Сієні. 1428 року він став членом місцевої гільдії художників.
Джованні ді Паоло сучасник Лоренцо Гіберті та Мазаччо, можливо, бував у Флоренції і міг бачити їх твори. Але сам залишався в полоні старовинних сієнських художніх традицій з їх фантастичними і консервативними якостями, збереженням готичних елементів і нечіткою перспективою. Тому існують припущення, що він ніколи не полишав Сієни.
Він довго жив, багато працював і мимоволі став плідним майстром. Серед творів митця — уславлення і місцевих святих. Ним створена художня серія зі сценами житія Катерини Сієнської.

## Вибрані твори

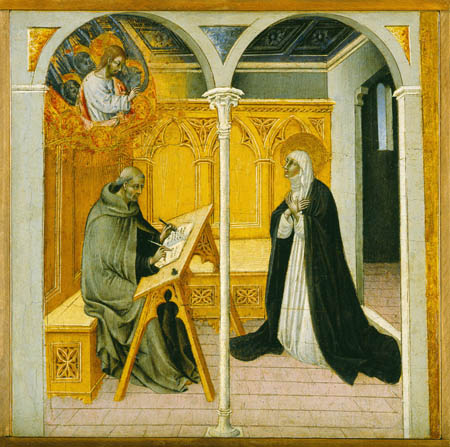
«Св. Катерина Сієнська надиктовує переписувачу діалоги, натхнені Христом», бл. 1449 р., Детройт.

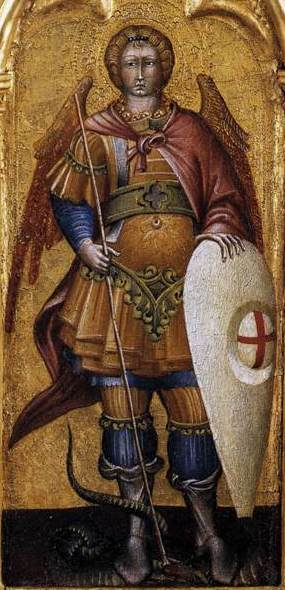
«Архангел Михаїл», 1440. Ватиканська пінакотека

- «Мадонна з немовлям і янголами», 1426
- «Мадонна з немовлям на троні», 1427
- «Св. Ансано хрестить неофітів», 1440, Християнський музей, Єстергом, Угорщина
- «Архангел Михаїл», 1440. Ватиканська пінакотека
- «Мадонна з немовлям і чотирма святими», вівтар 1445
- «Св. Катерина Сієнська надиктовує переписувачу діалоги, натхнені Христом», бл. 1449 р., Детройт.
- «Вигнання з рая Адама і Єви», 1445. Музей мистецтва Метрополітен
- «Св. Стефан», 1450. Сієна
- «Св. Іван хреститель, янгол пустелі», 1454. Художній інститут Чикаго
- « Св. Миколай Толентинський», 1455. Музей мистецтв Філадельфії
- « Коронування Діви Марії», 1455. Музей мистецтва Метрополітен
- « Різдво Христове», 1460, Християнський музей, Єстергом, Угорщина
- « Св. Катерина перед папою римським у Авіньйоні», 1460
- « Поклоніння волхвів», 1460. Музей мистецтва Метрополітен

## Вибрані твори серед збережених

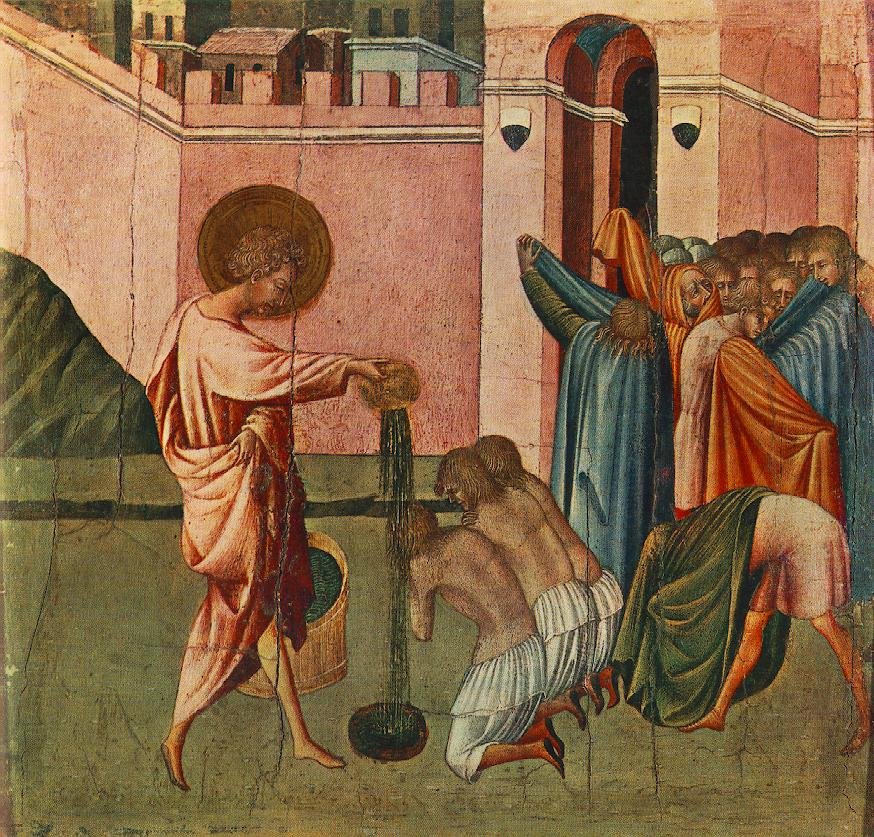
«Св. Ансано хрестить неофітів», 1440, Християнський музей, Єстергом, Угорщина

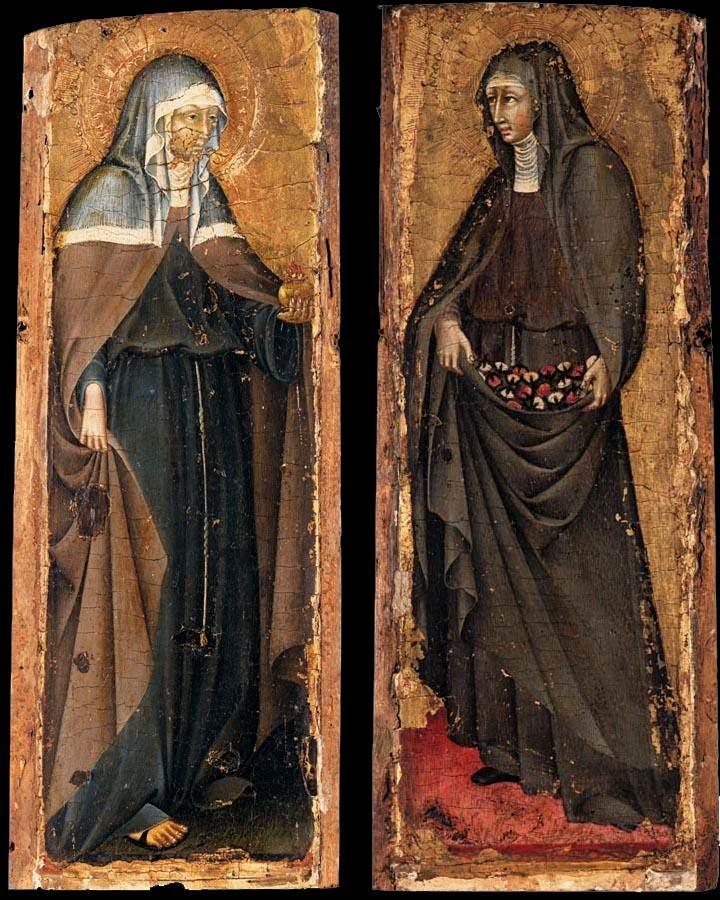
Св. Клара і Св. Єлизавета Угорська, бл. 1445 р.
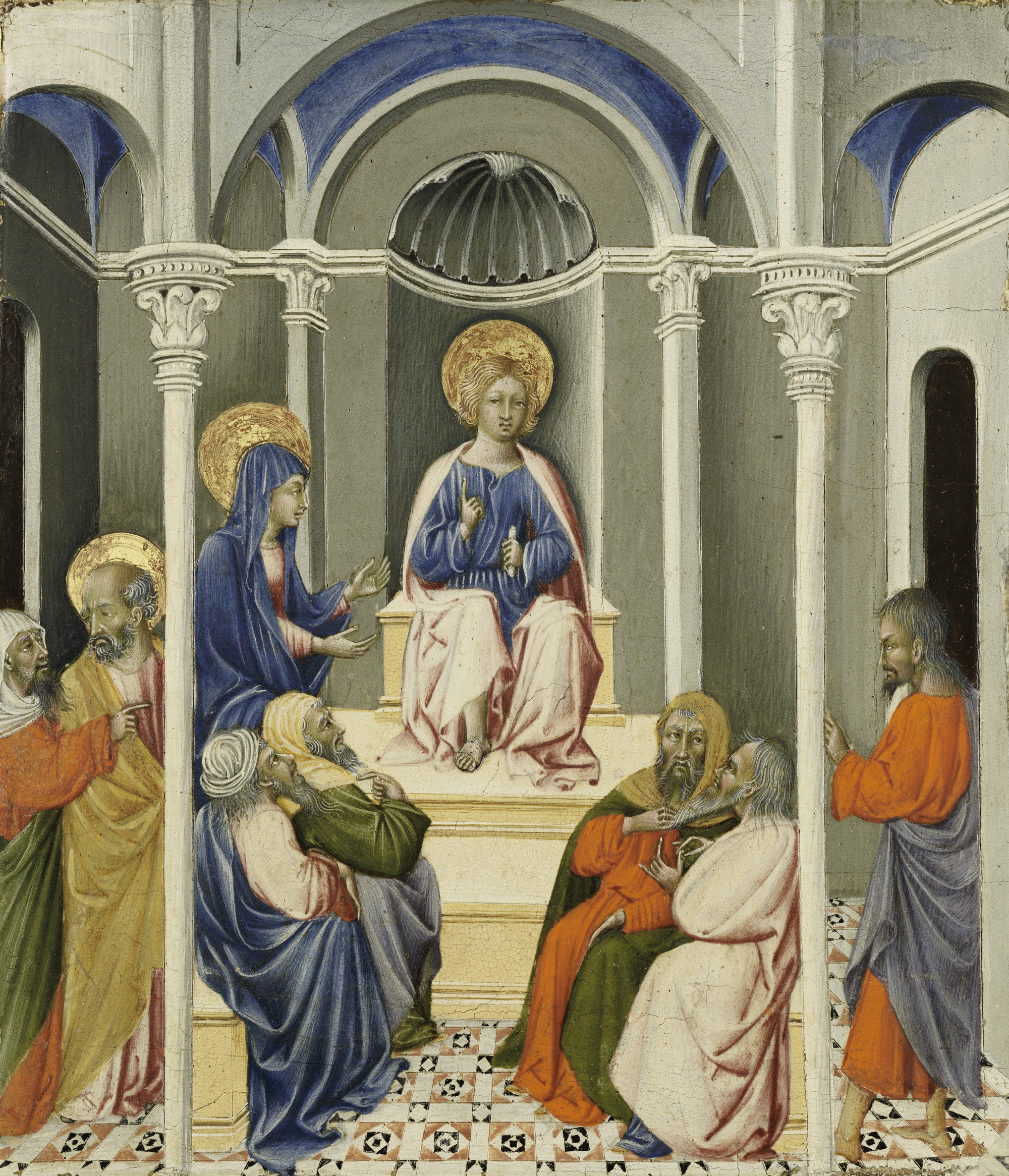
«Христос - підліток і книжники в храмі», Музей Гарднер, Бостон, США
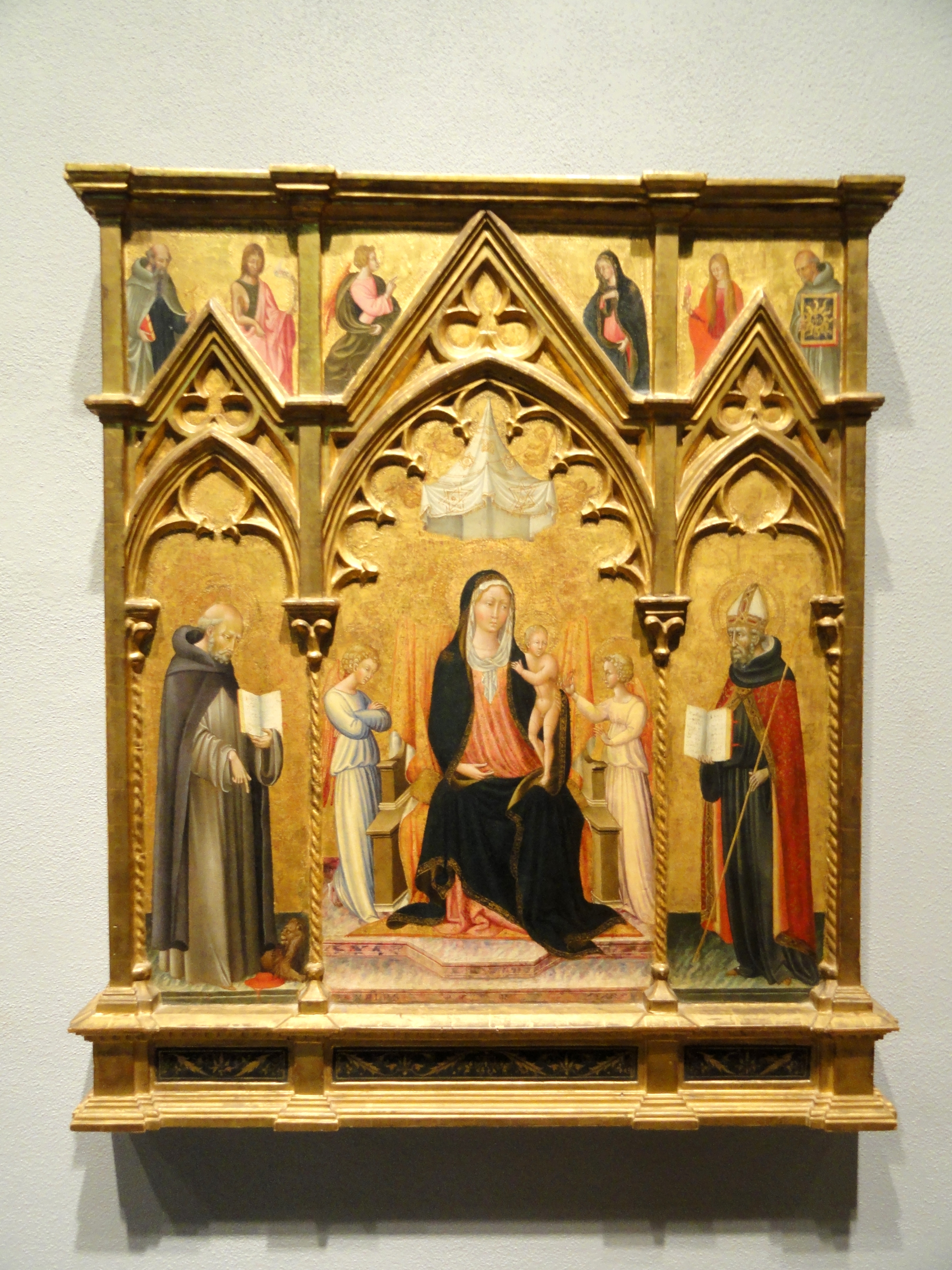
Мадонна з немовлям і Св. Єронімом і Св.Августином, до 1450 р.
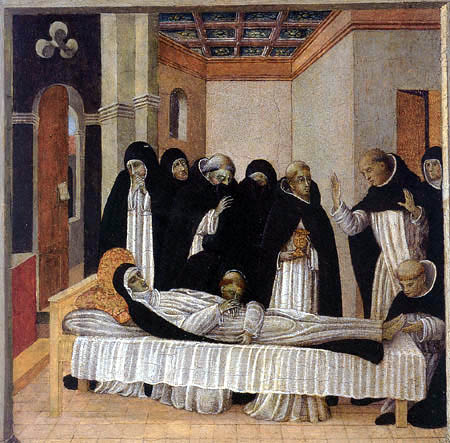
«Смерть Катерини Сієнської»